# Tmarus rarus
Tmarus rarus là một loài nhện trong họ Thomisidae.
Loài này thuộc chi Tmarus. Tmarus rarus được Ilka Maria Fernandes Soares & Ilka Maria Fernandes Soares miêu tả năm 1946.